# Vizille
Vizille település Franciaországban, Isère megyében. Lakosainak száma 7316 fő (2022. január 1.). Vizille Brié-et-Angonnes, Montchaboud, Notre-Dame-de-Mésage, Saint-Barthélemy-de-Séchilienne, Saint-Pierre-de-Mésage, Séchilienne és Vaulnaveys-le-Bas községekkel határos.
A város ad otthont a Francia Forradalom Múzeumának.

## Népesség
A település népessége az elmúlt években az alábbi módon változott:
| Lakosok száma | 6882 | 7162 | 7094 | 7781 | 7571 | 7468 | 7361 | 7246 | 7305 | 7316 |
|               | 1968 | 1982 | 1990 | 2006 | 2013 | 2015 | 2017 | 2019 | 2020 | 2022 |